# Polyblastia cruenta
Polyblastia cruenta är en lavart som först beskrevs av Körb., och fick sitt nu gällande namn av P. James & Swinscow. Polyblastia cruenta ingår i släktet Polyblastia och familjen Verrucariaceae.   Inga underarter finns listade i Catalogue of Life.